# 布赖恩·麦凯布
布赖恩·麦凯布（英語：Bryan McCabe，1975年6月8日—），加拿大男子冰球运动员，场上位置是后卫。他曾代表加拿大国家队参加2006年冬季奥林匹克运动会冰球比赛，获得第七名。